# ویسوکا لیبینی
ویسوکا لیبینی (به چکی: Vysoká Libyně) یک منطقهٔ مسکونی در جمهوری چک است که در ناحیه پلزن-شمالی واقع شده‌است.
 ویسوکا لیبینی ۱۲٫۸۶ کیلومتر مربع مساحت و ۲۴۳ نفر جمعیت دارد و ۵۵۸ متر بالاتر از سطح دریا واقع شده‌است.